# 喬爾·斯林羅
喬爾·布萊恩·斯林羅（英語：Joel Brian Slemrod，1951年7月14日—）是一名美國經濟學家，現任密西根大學經濟學教授、密西根大學羅斯商學院商業經濟學和公共政策保羅·W·麥克萊肯學院教授。

## 教育
斯林羅於1973年獲得普林斯頓大學文學學士學位，1980年獲得哈佛大學經濟學博士學位。

## 職業生涯
1987年起，斯林羅一直在密西根大學任教，從事稅收研究，專注於個人所得稅。他是《向自己徵稅：稅制改革大辯論公民指南》一書的合著者，以及《阿特拉斯會聳肩嗎？向富人徵稅的經濟後果》一書的編輯。斯林羅也擔任密西根大學稅收政策研究辦公室主任，該辦公室是密西根大學的一個稅收政策研究中心。
2001年，斯林羅與哥倫比亞大學的沃伊切赫·科普丘克共同獲得搞笑諾貝爾獎的經濟學獎，他們的論文得出結論：如果人們有資格享受較低的遺產稅稅率，就會想辦法延後死亡時間。 2012年，斯林羅被美國國家稅務協會授予丹尼爾·M·霍蘭德獎章。
斯林羅曾為《紐約時報》和《國會山報》撰寫專欄文章。CNBC和福斯財經網也對他進行了報告。

## 外部連結
- 喬爾·斯林羅 （页面存档备份，存于）在密西根大學的個人網頁